# Durin Tunggal
Durin Tunggal is een bestuurslaag in het regentschap Deli Serdang van de provincie Noord-Sumatra, Indonesië. Durin Tunggal telt 2595 inwoners (volkstelling 2010).